# Bürgermeister-Smidt-Straße (Bremerhaven)
Die Bürgermeister-Smidt-Straße ist eine historische Straße in Bremerhaven, Stadtteil Mitte. Sie wird im Volksmund oft kurz als „Die Bürger“ bezeichnet.

Sie führt als Einkaufsstraße in Süd-Nord-Richtung von der Straße Karlsburg bis zur Franziusstraße und zum Zollamt Roter Sand.
Sie gliedert sich in die Teilbereiche:
- Theodor-Heuss-Platz bis Lloydstraße als Fußgängerzone
- Lloydstraße bis Bürgermeister-Martin-Donandt-Platz und
- Bürgermeister-Martin-Donandt-Platz bis Franziusstraße / Zollamt Roter Sand als frühere Kaiserstraße.

Die Querstraßen wurden benannt als Theodor-Heuss-Platz nach dem ersten Bundespräsidenten Theodor Heuss, Linzer Straße, Obere Bürger als offizielle Bezeichnung für die Fußgängerzone am und im Obergeschoss des Columbus-Center Bremerhaven, Mittelstraße nach ihrer Lage um 1850, als die ersten drei Querstraßen angelegt wurden, Kirchenstraße nach der dortigen Großen Kirche, Mühlenstraße, Keilstraße (schob sich wie ein Keil zwischen Altem und Neuen Hafen), Preßburger Straße, Lloydstraße nach der Reederei Norddeutscher Lloyd, Sonnenstraße, Schifferstraße als Hafenmotiv, Bogenstraße nach den großen Bögen, die sie um ein Quartier führt, Querstraße, Bürgermeister-Martin-Donandt-Platz nach dem Bremer Bürgermeister Martin Donandt, (früher ab 1905 Cecilienstraße) Schleusenstraße 1897 nach der Großen Kaiserschleuse, Sommerstraße (1903), Am Gitter (1908), Dresdener Straße, Waldemar-Becké-Platz nach dem Stadtdirektor und Oberbürgermeister von Bremerhaven Waldemar Becké, Kleine Straße (1903), die wirklich sehr klein ist, Hardenbergstraße nach dem preußischen Staatsmann Karl August von Hardenberg, Steinstraße nach dem preußischen Staatsmann Heinrich Friedrich Karl vom und zum Stein, Kantstraße nach dem Philosophen Immanuel Kant, Marcusstraße nach dem Bremer Bürgermeister Victor Marcus, Flohmarkt nach dem hier stattfindenden Markt, Barkhausenstraße nach dem Bremer Bürgermeister Carl Georg Barkhausen, Rickmersstraße nach der Bremer Reedereifamilie: Rickmer Clasen Rickmers, Andreas Rickmers, Wilhelm Rickmers, Paul Rickmers, Robert Rickmers und deren Rickmers Reederei.

## Geschichte

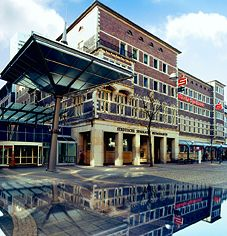
24–30: Weser-Elbe-Sparkasse

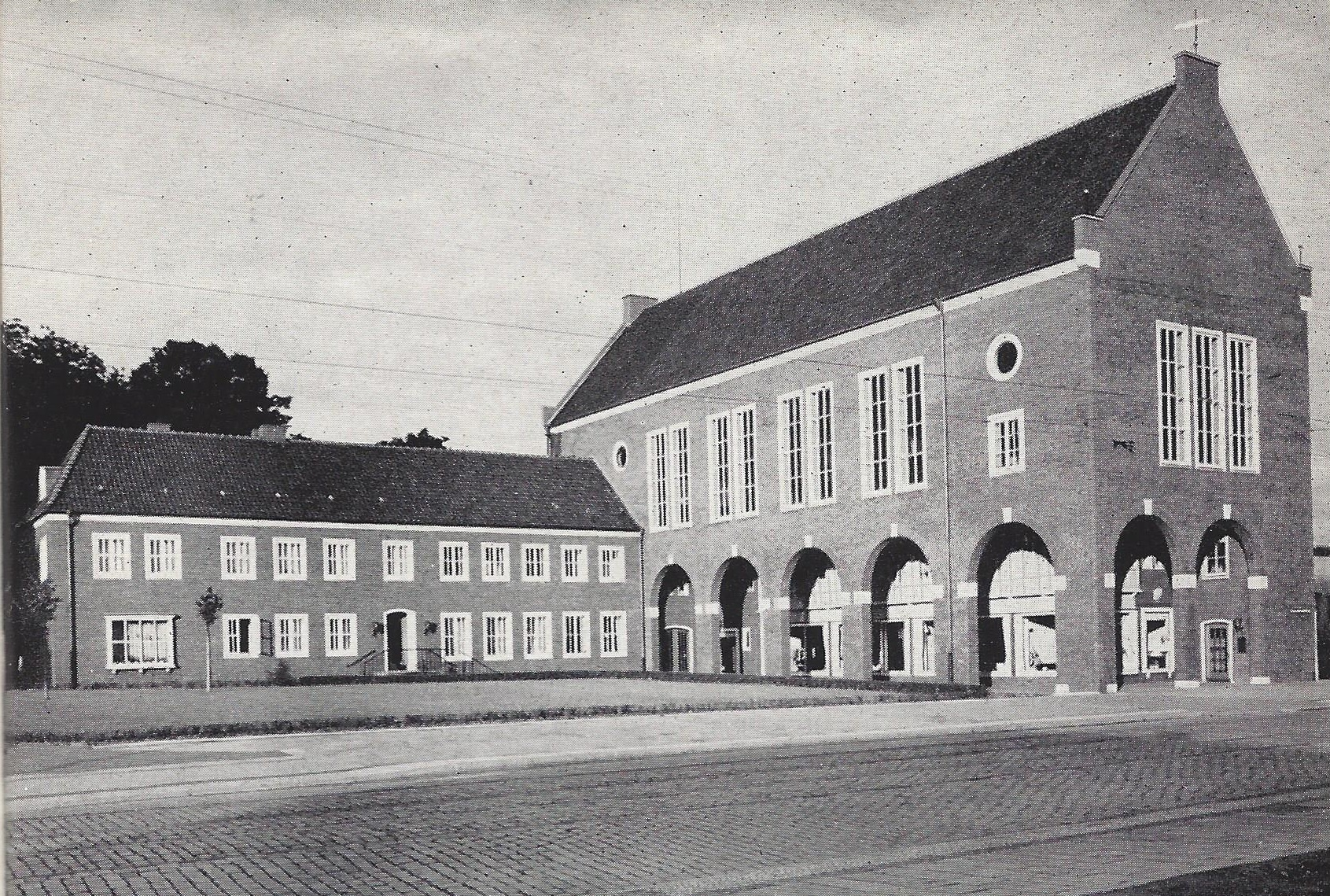
65: Pastoren- und Gemeindehaus der Großen Kirche

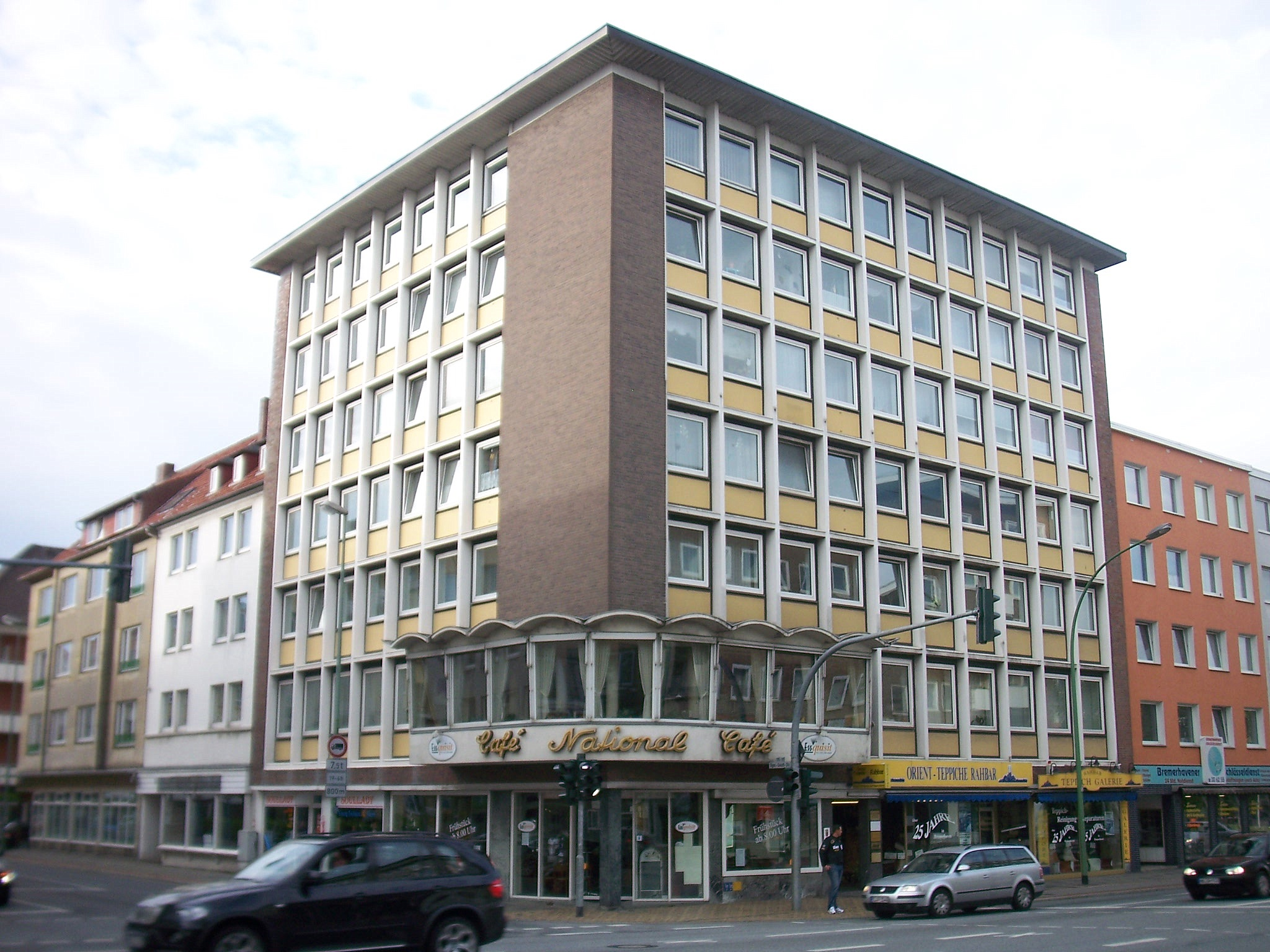
101: Eckhaus Bürger/Lloydstr. mit Café National

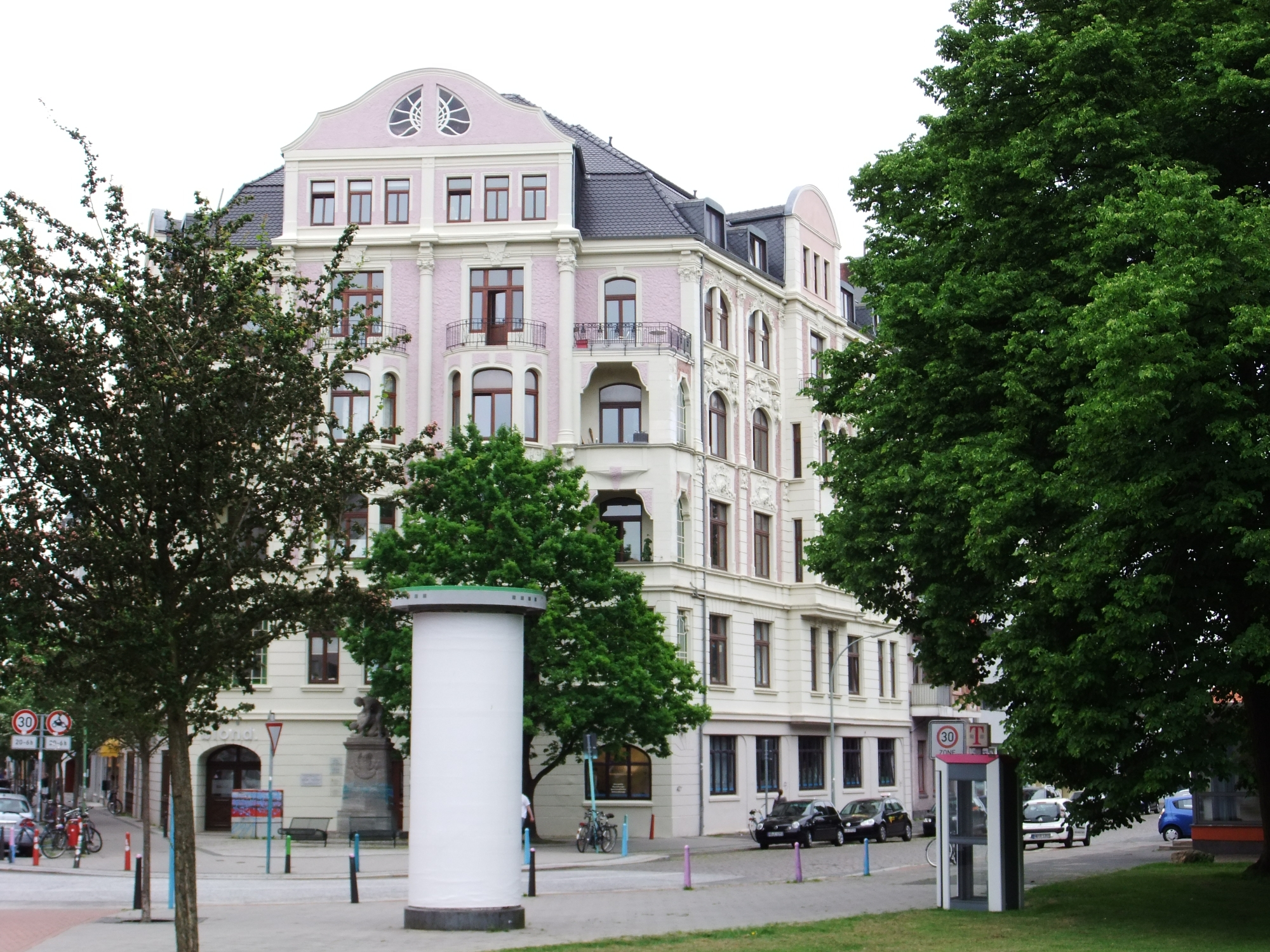
133: früher Haus des Handwerks

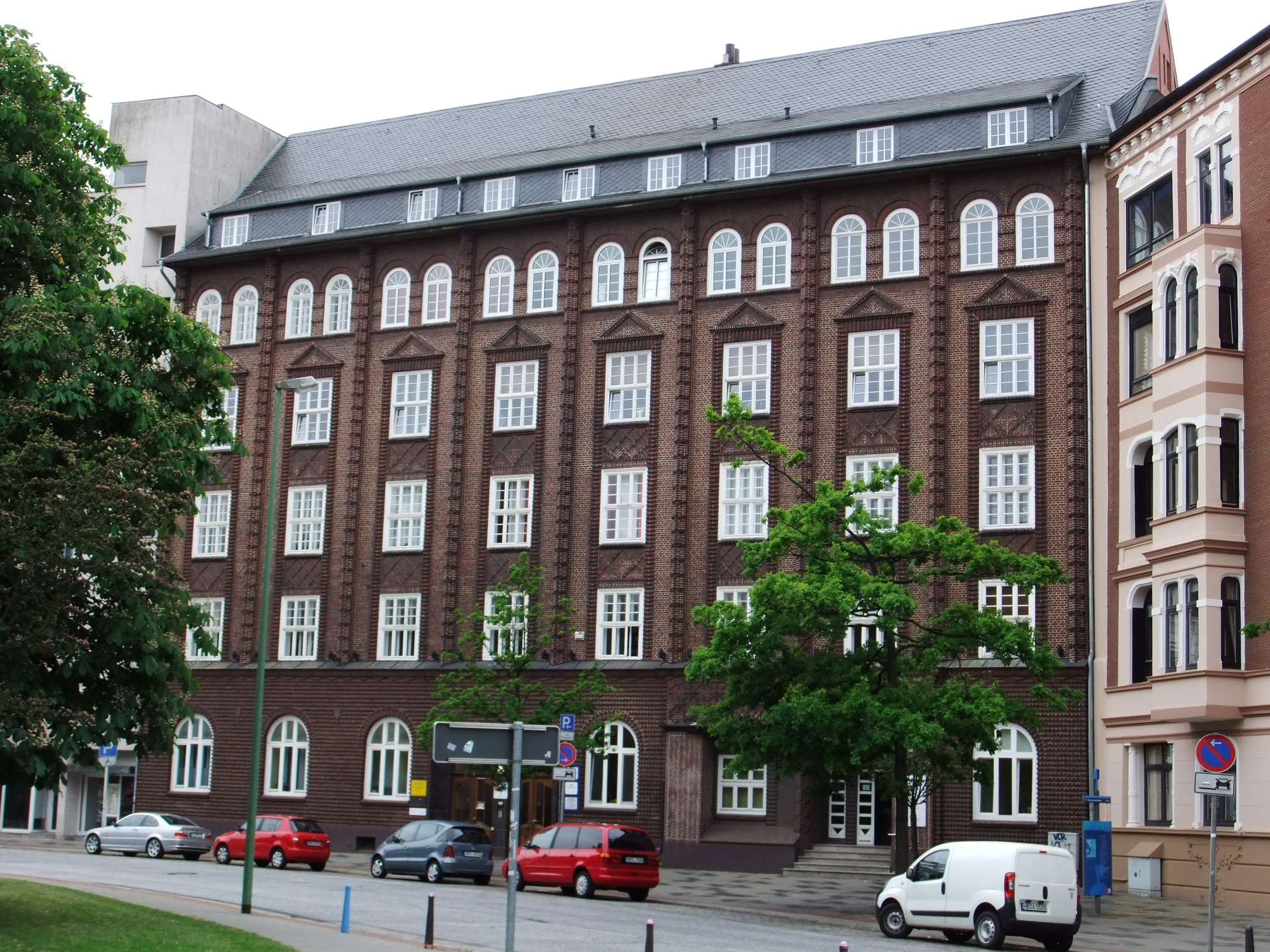
162: Allgemeine Ortskrankenkasse

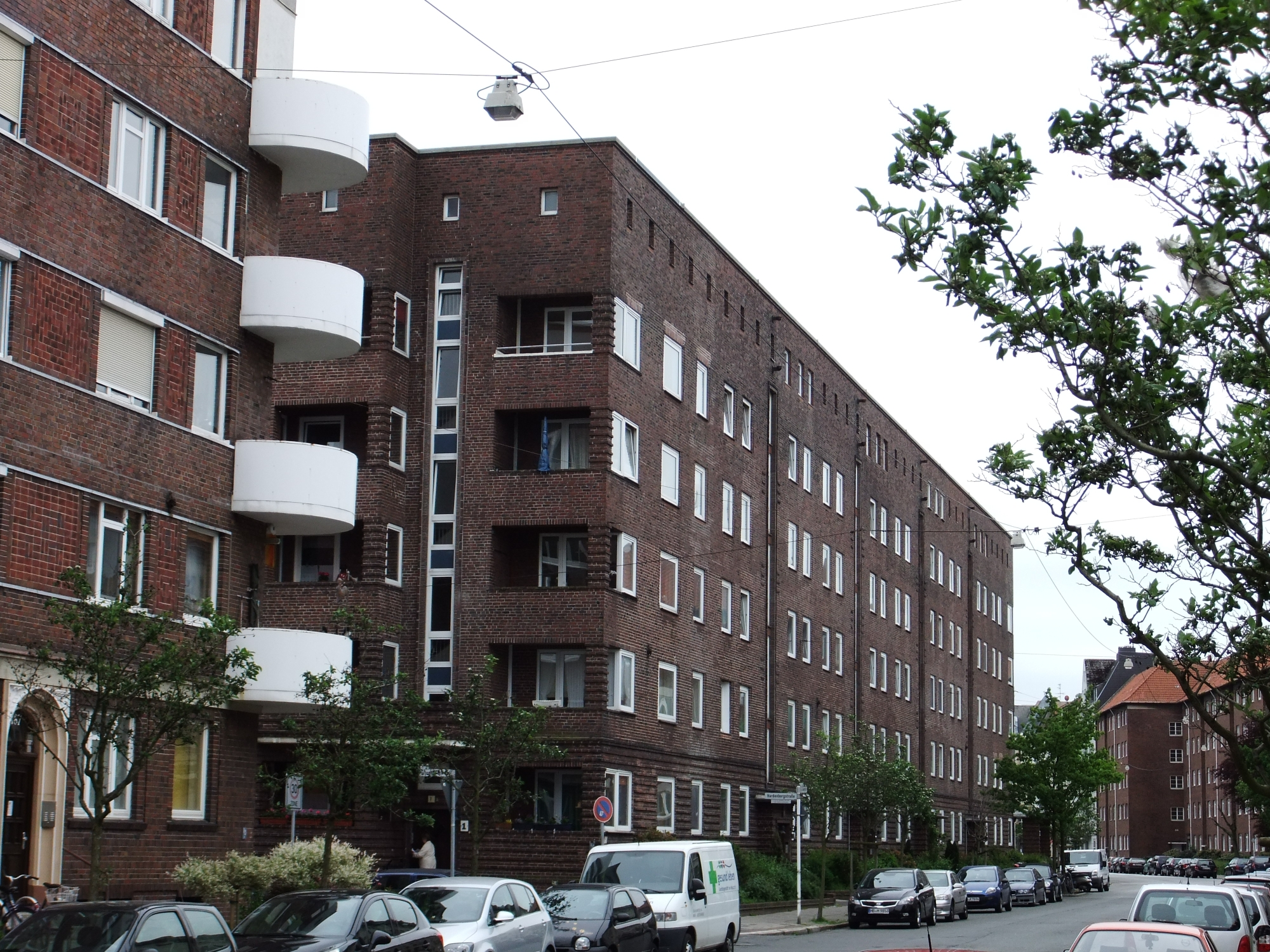
Wohnhausgruppe Bürgermeister-Smidt-Straße 173

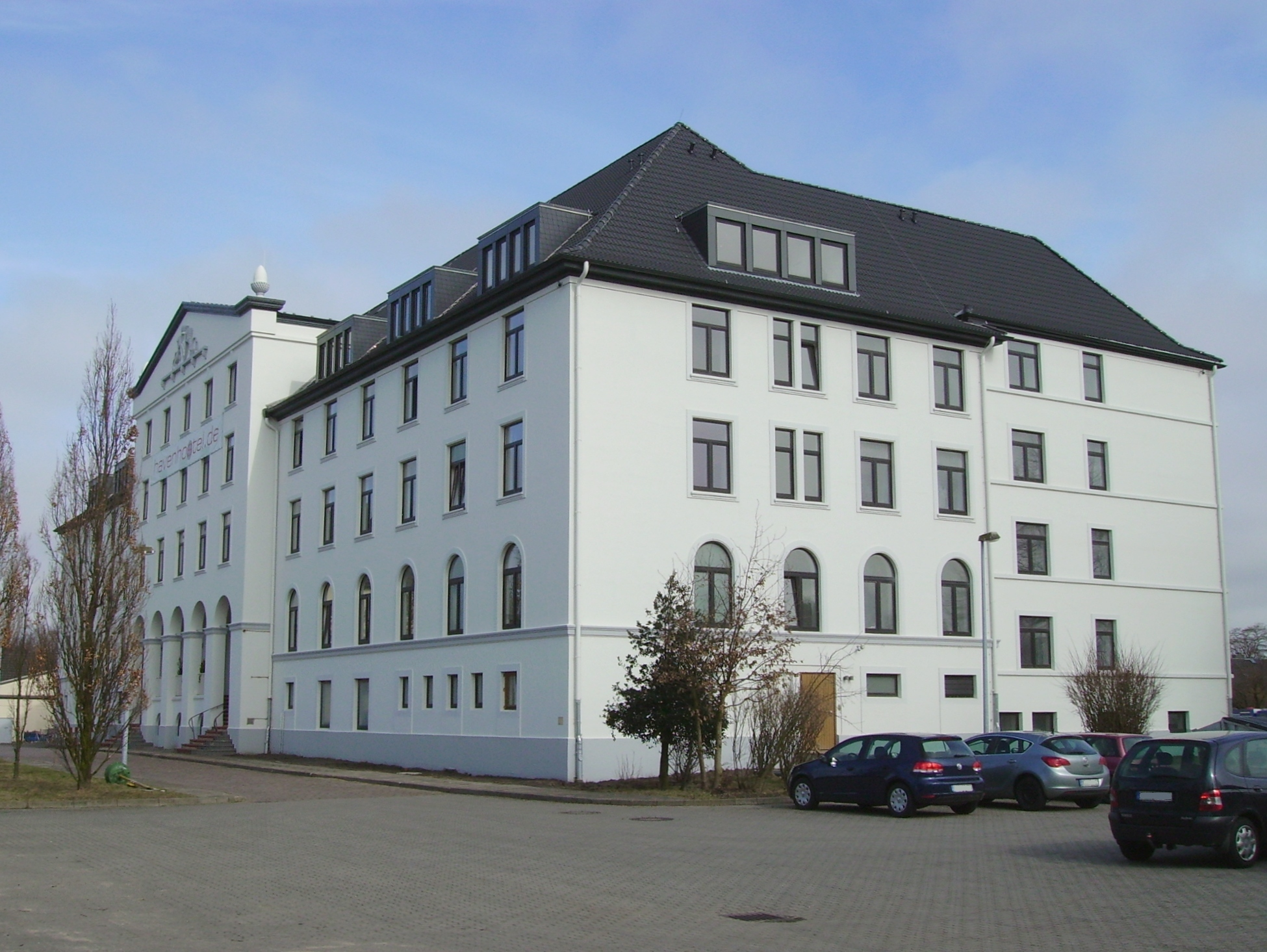
217: Havenhostel, vormals Kaserne Rotersand

### Name
Die Bürgermeister-Smidt-Straße wurde nach Bremens berühmten Bürgermeister Johann Smidt (1773–1857) benannt, dem Gründer von Bremerhaven. Der nördliche Straßenteil hieß seit 1896 bis in die 1950er Jahre Kaiserstraße. Der südliche Straßenteil hieß anfänglich bis 1864 Leher Straße.

### Entwicklung
Nach der Gründung von Bremerhaven (1827) entstanden zunächst bis 1830 der Alte Hafen und von 1847 bis 1852 der Neue Hafen. Bremerhaven hatte 1850 rund 4000 Einwohner, 1871 waren es schon 10.800 und 1900 rund 20.000 Einwohner. Die Besiedlung nahm also von 1840 bis 1870 rasch zu und ein Straßennetz entstand parallel zu den Häfen. Die Grenze zu Lehe war am heutigen Waldemar-Becke-Platz.
Die protestantische Große Kirche wurde 1855 geweiht. Von 1902 bis 1907 entstanden an der Kaiserstraße Wohnungen für die Arbeiter. Eines der ersten Häuser am nördlichen Ende der Kaiserstraße / Ecke Rickmersstraße baute um 1900 Heinrich Spilke als Hotel und Restaurant Rother Sand; der Name blieb erhalten.
Das Postamt befand sich seit 1939 im nördlichen Straßenbereich (damals Kaiserstraße)
Im Zweiten Weltkrieg wurden im südlichen Straßenbereich fast alle Gebäude durch Bomben zerstört. Der Wiederaufbau begann ab den späten 1950er Jahren, zunächst mit den Wohn- und Geschäftshäusern und mit den Wohnhäusern in den benachbarten Straßen zwischen Geeste und der Bürger. Die Rekonstruktion der Bürgermeister-Smidt-Gedächtniskirche (Große Kirche) war von 1958 bis 1960.
Der Bau des Columbus-Centers erfolgte von 1973 bis 1982 in zwei großen Bauabschnitten. 1973 entstand das nahe Deutsche Schifffahrtsmuseum und ab 1975 der Ausbau der nahen Hochschule Bremerhaven. Seit 1982 fährt keine Straßenbahn mehr durch die Bürger (siehe Trambahnfoto rechts). Durch verschiedene Ausbauten in den 1980er-Jahren bis um 2005 erfolgte die Umgestaltung zur Fußgängerzone im südlichen Bereich u. a. nach Plänen von PAS Darmstadt (Jochem Jourdan, Müller, Berghof).
Als Alte Bürger wird umgangssprachlich das Szene- und Kneipenviertel im nördlichen Teil der Straße zwischen Martin-Donandt-Platz und Waldemar-Becke-Platz und einigen Nebenstraßen bezeichnet.

### Verkehr

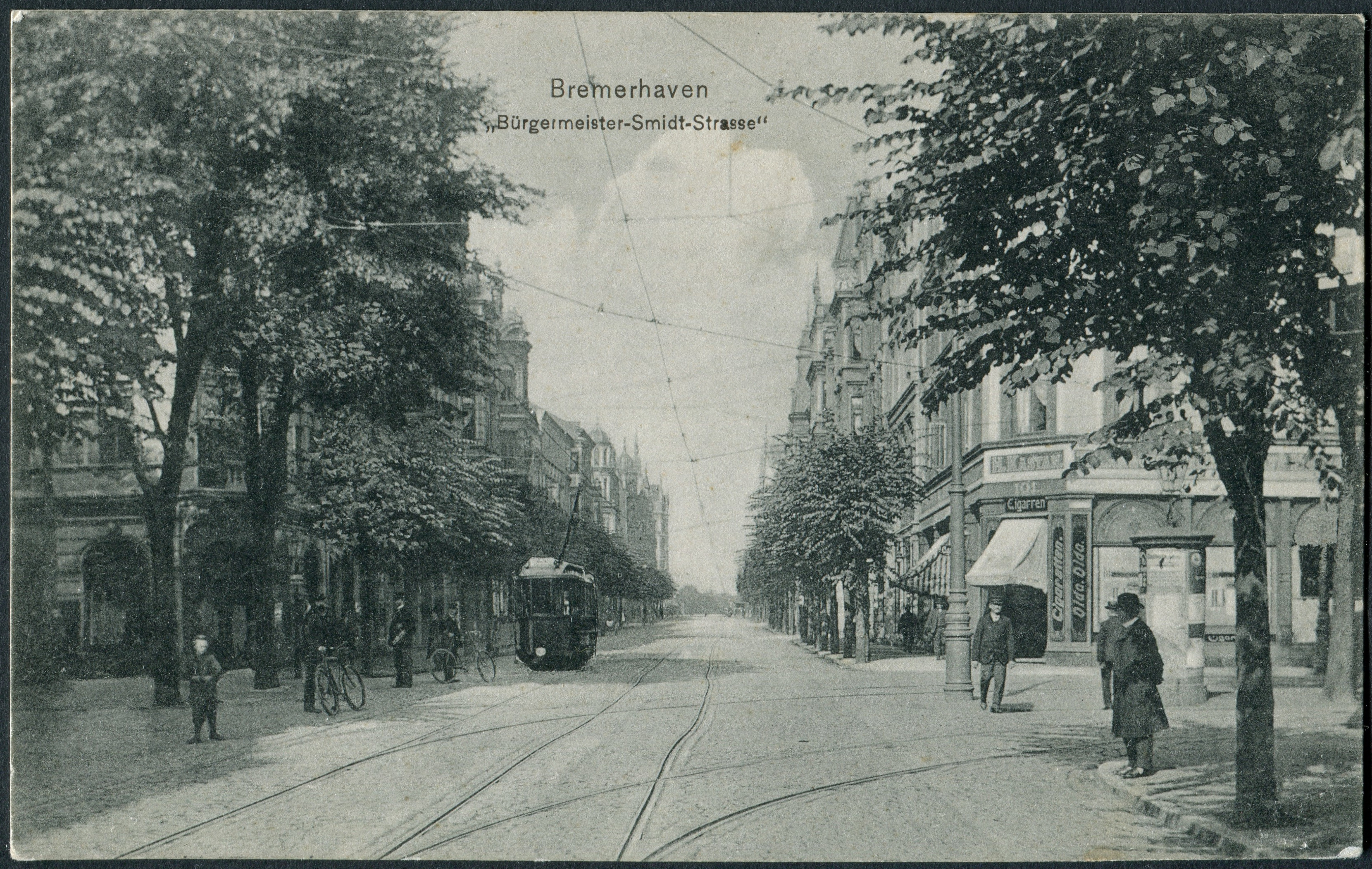
Ansichtskarte von 1909: Trambahn in der baumbestandenen Straße;
Verlag Chr. Schwarz, Geestemünde

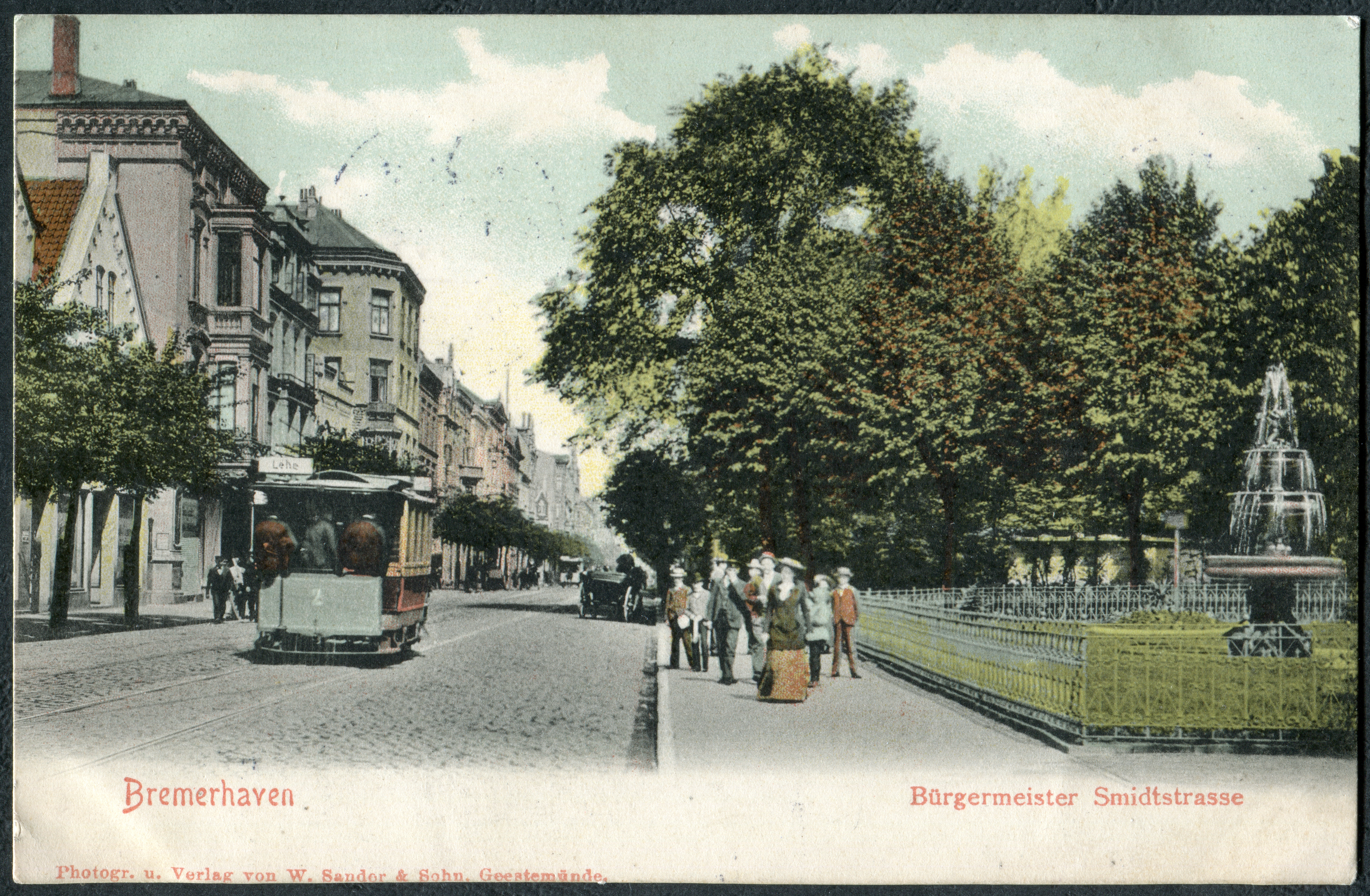
Tram nach Lehe am Brunnen vor der Bürgermeister-Smidt-Gedächtniskirche;
kolorierte Ansichtskarte; W. Sander & Sohn

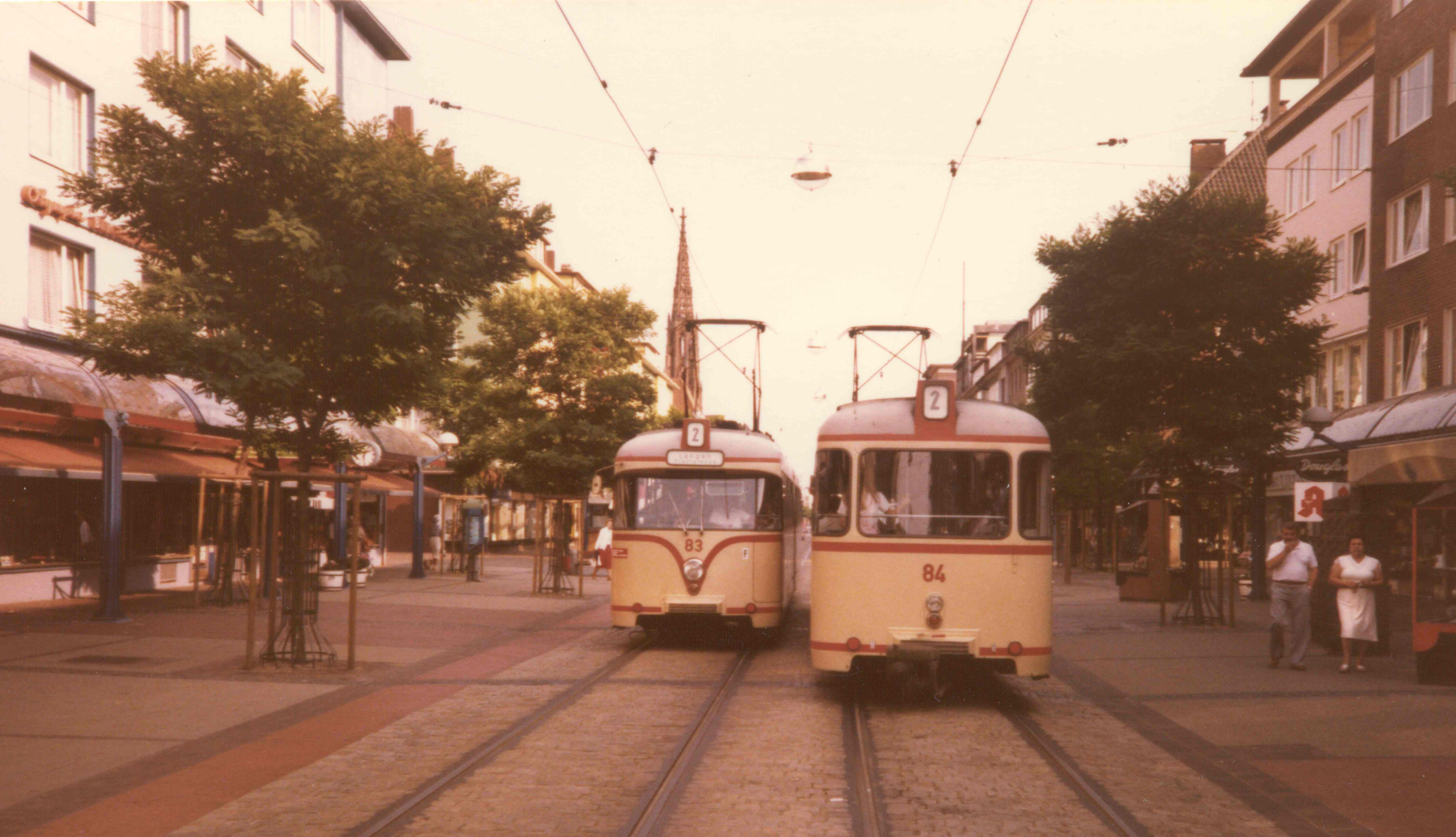
Trambahn in der Bremerhavener Fußgängerzone anno 1982

Seit 1881 gab es eine Pferdestraßenbahn. Von 1898 bis 1949 wurde sie zu einem elektrischen Straßenbahnbetrieb mit sechs Linien modernisiert. Bis 1982 fuhren hier noch die Linien 2 und 3; letztere nur bis 1964. Die Gleise waren komplett durch die Straße von Rotersand bis zum Theaterplatz, heutiger Theodor-Heuss-Platz, verlegt (siehe Gleisplan von 1952 auf der rechten Seite).
Auf Teilabschnitten oder ganz verkehren die Buslinien S, 502, 504/505/506, 508, 509 sowie die Nachtlinien ML und NL. Ein Anruf-Linientaxi ergänzt das Angebot.

## Gebäude und Anlagen
An der Straße befinden sich zumeist vier- bis sechsgeschossige Büro-, Wohn- und Geschäftshäuser.

### Baudenkmale
- Theodor-Heuss-Platz: Neobarockes Stadttheater Bremerhaven von 1911 nach Plänen von Oskar Kaufmann; Wiederaufbau 1951/52 mit 747 Plätzen.[4]
- Nr. 45A: Evangelische, neogotische und dreischiffige Bürgermeister-Smidt-Gedächtniskirche (Name seit 1927) von 1855 nach Plänen von Simon Loschen; Wiederaufbau 1958–1960 (Architekt Karl Franzius und Ingenieur Otto Schildt).[5]
- Nr. 133: 5- gesch. neobarockes Haus Martin-Donandt-Platz 22, früher Haus des Handwerks, von 1905 nach Plänen von Friedrich Hasselmann.[6]
- Nr. 162–166: 5-gesch. Bürohaus von 1928 nach Plänen von Heinrich Jäger, bis 1966 Sitz der Allgemeine Ortskrankenkasse (AOK).[7][8]
- Nr. 173–185: 6-gesch. Städtische Wohnhausgruppe von 1929 nach Plänen von Julius Hagedorn und Fritz Boysen für die Stadt.[9]
- Nr. 187–193: 6-gesch. Wohnanlage von 1930 nach Plänen von Willy Rump für die Wohnungsbaugenossenschaft Bremerhaven.[10]
- Nr. 217: 4- bis 5-gesch. frühere Kaserne Roter Sand der bremischen Schutzpolizei von 1926 nach Plänen von Hans Ohnesorge mit Gustav Ulrich, Oehring und Müller, alle vom Hochbauamt Bremen, heute Havenhostel.[11]
- Franziusstraße 1/Bürger: 2.-gesch. Zollamt Rotersand von 1936.[12]

### Erwähnenswerte Gebäude
- Karlsburg 1: Kunstmuseum Bremerhaven von 2007 nach Plänen des Architektenbüros HKP, Hannover unter Beratung von Peter Webe
- Theodor-Heuss-Platz 1: Stadttheater Bremerhaven
- Nr. 1: 6-gesch. Nordsee Hotel von 1957 nach Plänen von Karl Franzius für die Stadt und lange Zeit betrieben vom Hotelier Naber.
- Nr. 7: 5-gesch. Bürohaus mit der Deutschen Bank Filiale
- Nr. 10: 5-gesch. Kaufhaus Saturn
- Nr. 24–30: 5-gesch. Bankhaus der Weser-Elbe Sparkasse
- Nr. 27: 4-gesch. Wohn- und Geschäftshaus mit der Sparda-Bank-Filiale
- Nr. 45: 3-gesch. Pastoren- und Gemeindehaus zur Bürgermeister-Smidt-Gedächtniskirche von 1953 nach Plänen von Karl Franzius und Otto Schildt (Bremerhaven)[13]
- Obere Bürger: Columbus-Center von 1975 bis 1978 und bis 1982 nach Plänen von Peter Weber und Gestering (Bremerhaven) für die Neue Heimat. Es besteht aus zwei Parkdecks, zwei Geschossen als Einkaufszentrum mit etwa 75 Geschäften und Restaurants und drei bis zu 88 Meter hohen Wohnhochhäusern mit 555 Wohnungen.
- Nr. 47: 2-gesch. Pavillonbau mit Cafe
- Nr. 50–64: 3-gesch. Kaufhaus Karstadt von 1960 nach Plänen von Walter Brune (Düsseldorf)
- Nr. 66: 4-gesch. Kaufhaus C&A von um 1960 mit einer späteren Aufstockung noch späteren Umbau
- Nr. 74–76: 5-gesch. Wohn-, Büro- und Geschäftshaus von 1960, früher auch Nordsee-Zeitung und deren Druckerei
- Nr. 101: 7-gesch. Bürohaus der 1950er Jahre mit dem zentralen Café National.
- Nr. 116–126: 7- bis 8-gesch. Wohnhaus von 1954 mit Laubengängen (Spitzname Sing-Sing) nach Plänen von Karl Franzius
- Nr. 158–160: 5-gesch. Wohn-, Büro- und Geschäftshaus
- Nr. 162–166: 5-gesch. Bürohaus, früher Sitz der AOK, heute Sitz des Instituts für Radiologie und Nuklearmedizin Bremerhaven; siehe auch oben
- Nr. 170: 5-gesch. Wohn-, Büro- und Geschäftshaus von um 1920/1930 mit der Lloyd Apotheke
- Nr. 174 bis 182: fünf farbige, 4-gesch. Wohnhäuser mit markanten, größeren Giebelgauben
- Nr. 224–246: 5-gesch. Wohnanlage von 1935/39 nach Plänen von Hans Scharoun für die Wohnungsbaugenossenschaft Bremerhaven
- Nr. 200: Das piccolo teatro – haventheater besteht seit 2011 als Zimmertheater
- Nr. 207: Rotersand-Sporthalle

### Kunstobjekte, Gedenksteine
Siehe auch Liste von Denkmälern und Skulpturen in Bremerhaven
- Theodor-Heuss-Platz: Bürgermeister-Smidt-Denkmal von 1888 vom Bildhauer Werner Stein
- Nr. 7: Kardanische Weltkugel mit Bremerhavens Schifffahrtsverbindungen, gestiftet von der Bremer Lagerhaus-Gesellschaft.
- Bei Nr. 10 bis 45: Straßenmittige, bronzene Bugwelle von Bremerhaven von 2002 ist eine Brunnenskulptur von Norbert Marten und Christel Mandos-Feldmann. Sie besteht aus dem Schiffsbug mit weiblicher Galionsfigur, zwei seitlich abgesetzten Bugwellen über die Wasser fließt und anderen maritimen Elementen.
- Bei Nr. 65A: Mahnmal zum Gedenken an alle Opfer des Nationalsozialismus (Antikriegsdenkmal) von 1986 vom Bildhauer Waldemar Otto
- Bei Nr. 65A: Werftarbeiter, Bronzeensemble von um 2000 von Waldemar Otto
- Nr. 133: Denkmal für Friedrich Ludwig Jahn (Turnvater Jahn) vor dem früheren Haus des Handwerks am Martin-Donandt-Platz 22, von 1910 vom Bildhauer Heinz Lange.[14]
- Ecke Deichstraße: Steinstele als Erinnerung an das Bildhauer-Symposion in Bremerhaven von 1989 vom Bildhauer Thomas Kaufhold
- Stolpersteine in Bremerhaven
  - Nr. 45a: für Hartmann Raschke (* 1917), 1939 als Widerstandskämpfer verhaftet, er überlebte
  - Nr. 57: für Minna Rattay (1902–1943) und Paul Rattay (* 1904), beide im Widerstand und 1939 verhaftet, sie im KZ Auschwitz ermordet, er in mehreren KZ zuletzt im KZ Flossenbürg, 1945 befreit und an den Folgen im Juli 1945 gestorben
  - Nr. 67: Theophil Henning; keine weitere Angaben in der Liste
  - Nr. 174: für Irma Kahn (1898–?) und Isidor Kahn (1865–?); Schicksale seit 1939 unbekannt
  - Nr. 202: für Moses Kirchheimer (* 1858); 1939 Flucht in die USA

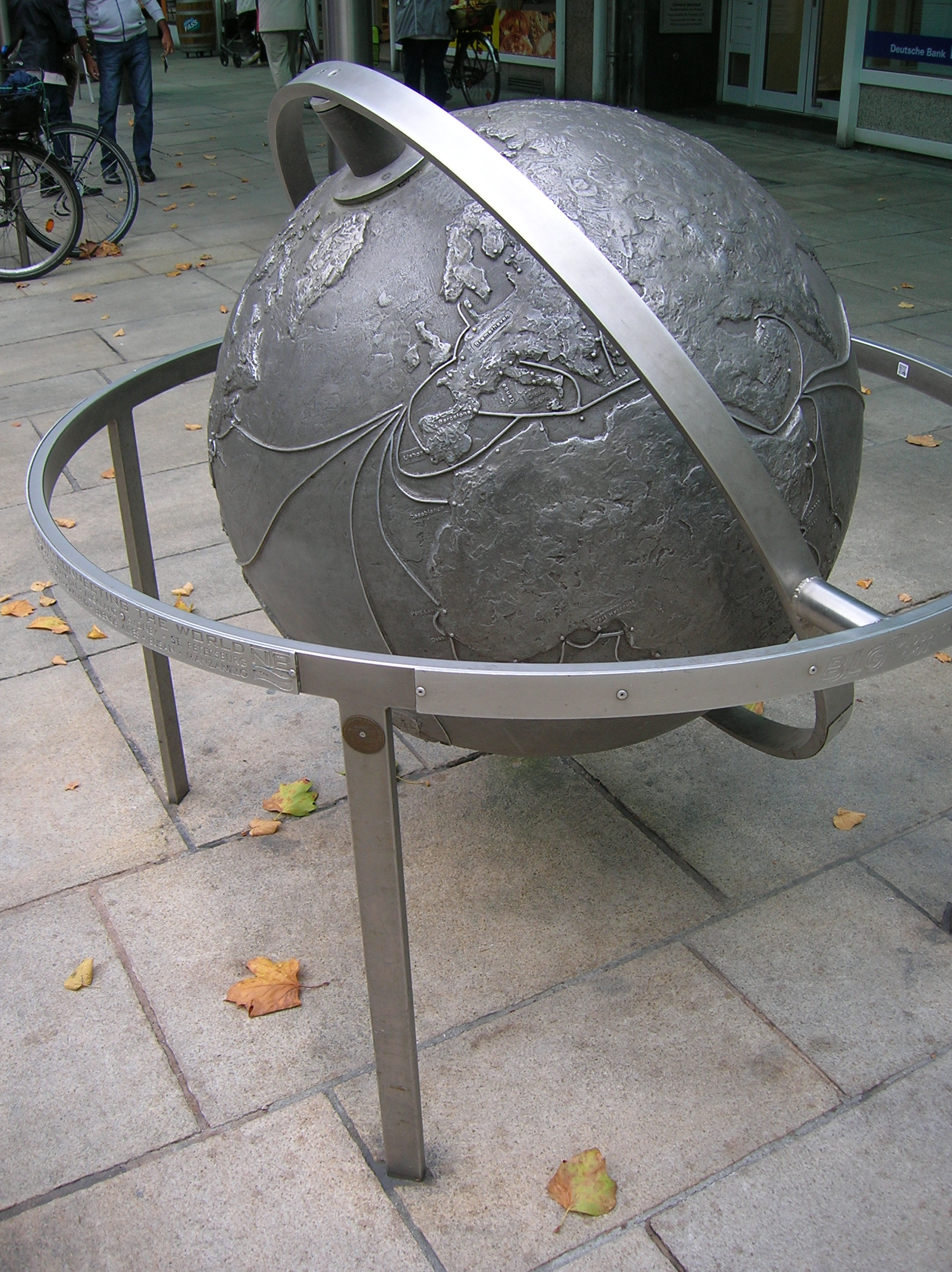
Kardanische Weltkugel
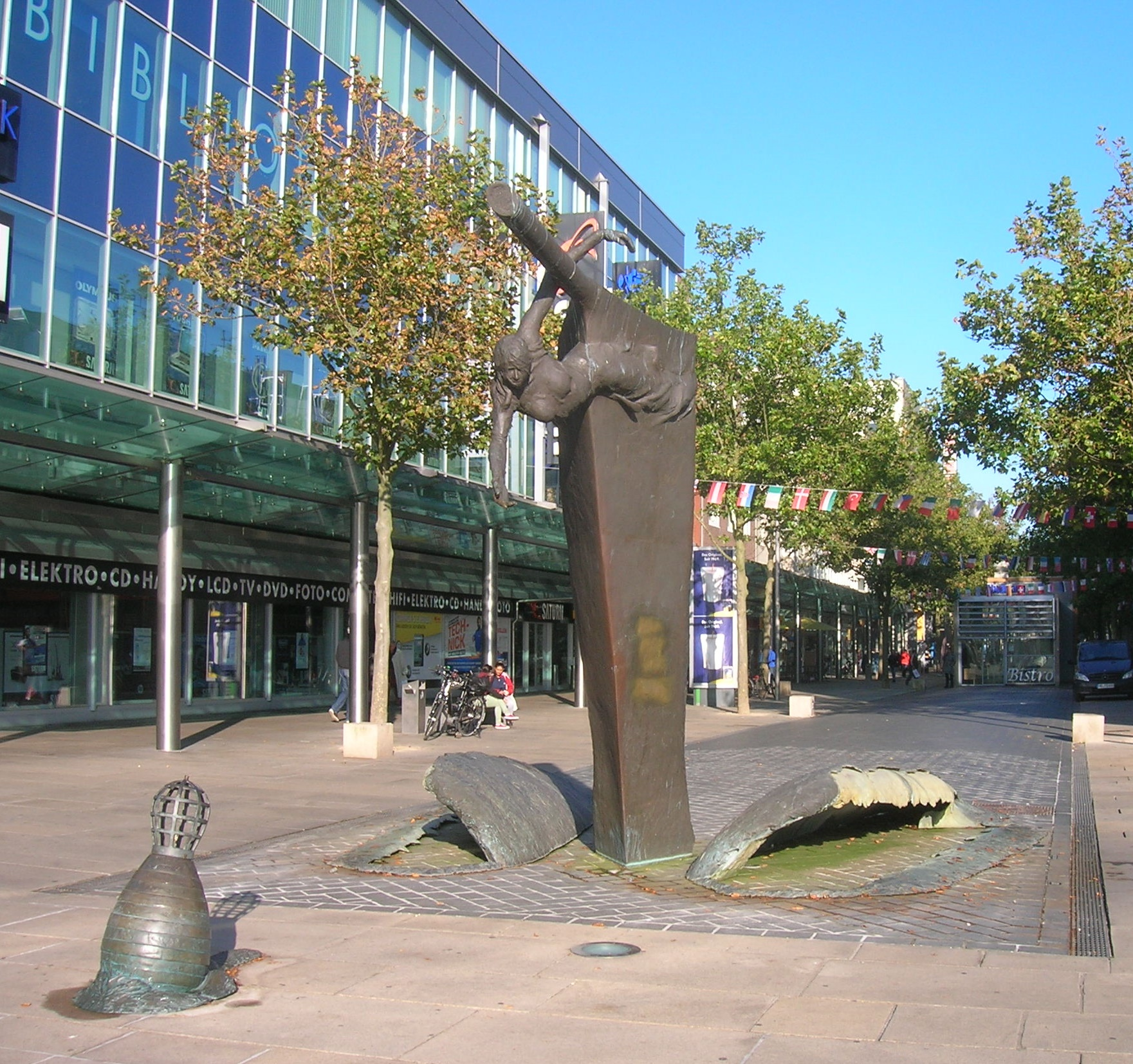
Bugwelle
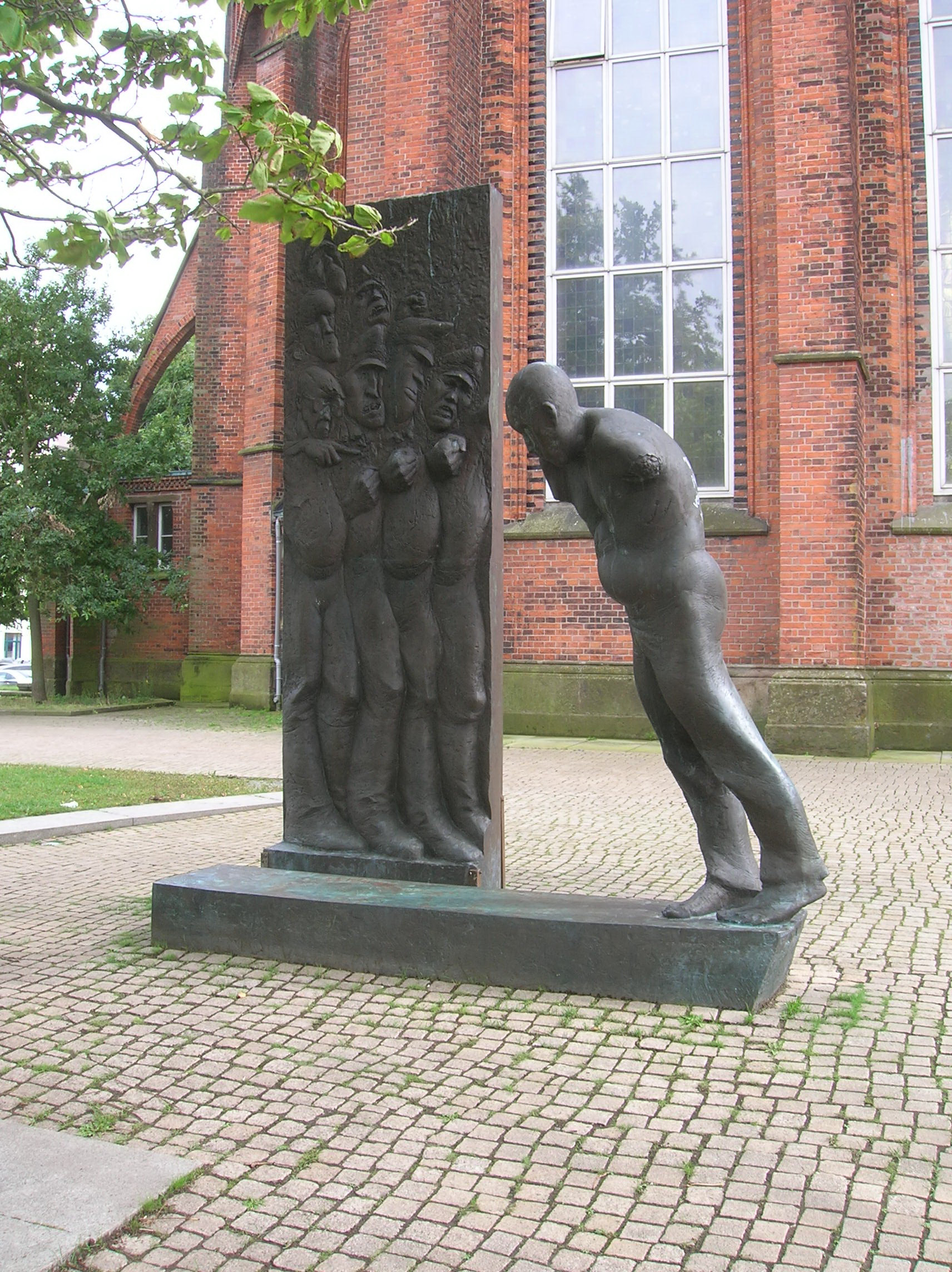
Antikriegsdenkmal
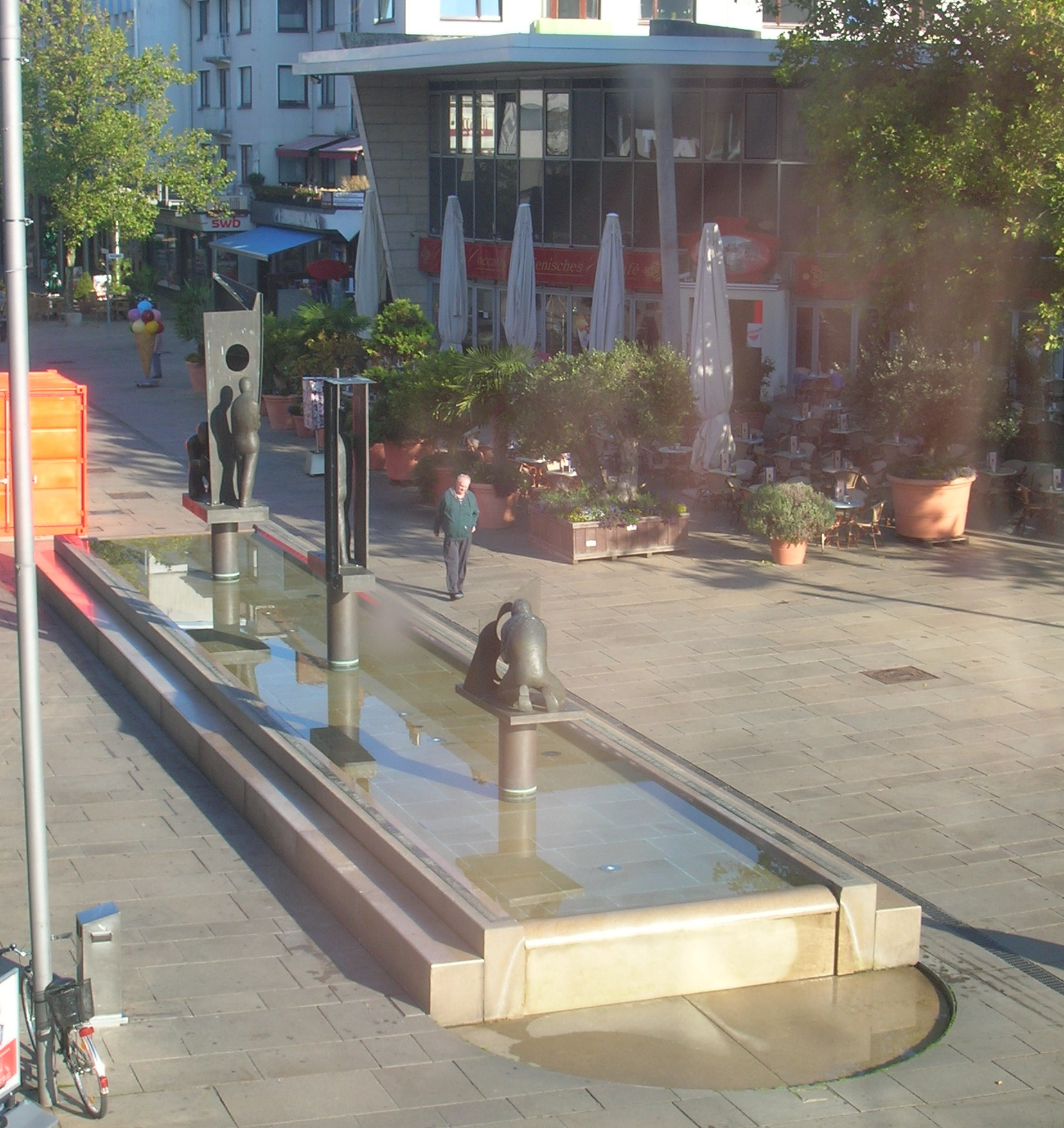
Werftarbeiter
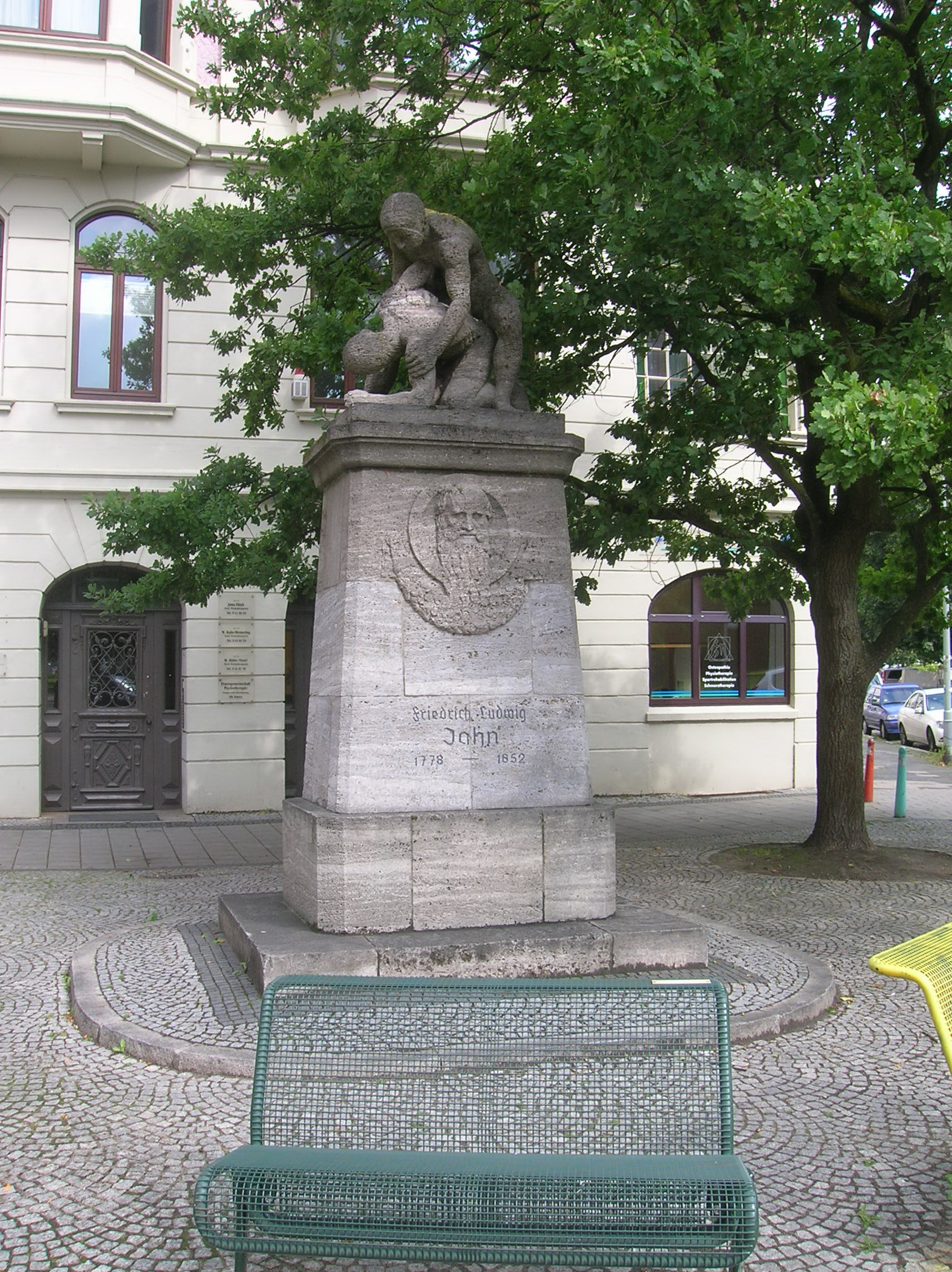
Antikriegsdenkmal